# Доплеровское уширение
Доплеровское уширение (англ. Doppler broadening) — уширение спектральных линий вследствие эффекта Доплера, вызванного распределением скоростей атомов или молекул. Различные скорости излучающих частиц приводят к различиям в доплеровском смещении, суммарное влияние которых приводит к уширению линий. Результирующий профиль линии называют доплеровским профилем. Частным случаем является тепловое доплеровское уширение вследствие теплового движения частиц. Уширение зависит от частоты спектральной линии, массы излучающих частиц и их температуры и, следовательно, может использоваться для определения температуры излучающего тела.
Спектроскопия насыщенного поглощения может использоваться для определения истинной частоты атомного перехода без охлаждения образца вещества до температур, при которых доплеровское уширение минимально.

## Вывод
Когда тепловое движение приводит к тому, что частица движется к наблюдателю, испускаемое излучение будет сдвинуто в область более высоких частот. Если же частица удаляется, то частота будет ниже. При нерелятивистских тепловых скоростях доплеровский сдвиг частоты будет равен 
{\displaystyle f=f_{0}\left(1+{\frac {v}{c}}\right),}
где {\displaystyle f} — наблюдаемая частота, {\displaystyle f_{0}} — частота для покоящейся частицы, {\displaystyle v} — скорость излучающей частицы по направлению к наблюдателю, и {\displaystyle c} — скорость света.
Поскольку существует распределение скоростей как к, так и от наблюдателя в любом элементе объёма излучающего тела, то суммарный эффект приведёт к уширению наблюдаемой линии. Если {\displaystyle P_{v}(v)\,dv} — доля частиц с компонентом скорости от {\displaystyle v} до {\displaystyle v+dv} вдоль луча зрения, то соответствующее распределение частот
{\displaystyle P_{f}(f)\,df=P_{v}(v_{f}){\frac {dv}{df}}\,df,}
где {\displaystyle v_{f}=c\left({\frac {f}{f_{0}}}-1\right)} — скорость по направлению к наблюдателю, соответствующая сдвигу частоты {\displaystyle f_{0}} к {\displaystyle f}. Следовательно,
| {\displaystyle P_{f}(f)\,df={\frac {c}{f_{0}}}P_{v}\left(c\left({\frac {f}{f_{0}}}-1\right)\right)\,df.} |
Мы также можем выразить уширение в терминах длины волны {\displaystyle \lambda }. Поскольку в нерелятивистском случае {\displaystyle {\frac {\lambda -\lambda _{0}}{\lambda _{0}}}\approx -{\frac {f-f_{0}}{f_{0}}}}, получим выражение
| {\displaystyle P_{\lambda }(\lambda )\,d\lambda ={\frac {c}{\lambda _{0}}}P_{v}\left(c\left(1-{\frac {\lambda }{\lambda _{0}}}\right)\right)\,d\lambda .} |
Для теплового доплеровского уширения распределение скоростей следует распределению Максвелла
{\displaystyle P_{v}(v)\,dv={\sqrt {\frac {m}{2\pi kT}}}\,\exp \left(-{\frac {mv^{2}}{2kT}}\right)\,dv,}
где {\displaystyle m} является массой излучающей частицы, {\displaystyle T} представляет температуру, {\displaystyle k} — постоянная Больцмана.
Тогда
{\displaystyle P_{f}(f)\,df={\frac {c}{f_{0}}}{\sqrt {\frac {m}{2\pi kT}}}\,\exp \left(-{\frac {m\left[c\left({\frac {f}{f_{0}}}-1\right)\right]^{2}}{2kT}}\right)\,df.}
Мы можем упростить это выражение:
{\displaystyle P_{f}(f)\,df={\sqrt {\frac {mc^{2}}{2\pi kTf_{0}^{2}}}}\,\exp \left(-{\frac {mc^{2}\left(f-f_{0}\right)^{2}}{2kTf_{0}^{2}}}\right)\,df,}
что представляет собой гауссов профиль со стандартным отклонением
{\displaystyle \sigma _{f}={\sqrt {\frac {kT}{mc^{2}}}}\,f_{0}}
и шириной на половине уровня максимума (FWHM)
| {\displaystyle \Delta f_{\text{FWHM}}={\sqrt {\frac {8kT\ln 2}{mc^{2}}}}f_{0}.} |

## Применение
В астрономии и физике плазмы тепловое доплеровское уширение является одним из объяснений уширения спектральных линий и даёт оценку температуры наблюдаемого вещества. Другой причиной существующего распределения скоростей может являться, например, турбулентное движение. В случае развившейся турбулентности получающийся профиль линии сложно отличить от профиля, возникшего при тепловом уширении. Также причиной уширения может быть большой разброс макроскопических движений от, например, приближающихся и удаляющихся частей аккреционного диска. Значительная концентрация  частиц также может привести к уширению из-за эффекта Штарка.
Доплеровское уширение также можно использовать для определения распределения скоростей газа по данным о спектре поглощения. В частности, метод использовался для определения распределения скоростей в облаках межзвёздного газа.